# 去甲槟榔次碱
去甲槟榔次碱（英语：Guvacine），别名四氢烟酸，是一种在槟榔中发现的氢化吡啶生物碱。它是槟榔次碱的N-去甲基化衍生物和去甲槟榔碱的酯水解产物，两者均存在于槟榔中。它也是γ-氨基丁酸摄取的抑制剂。据说石灰可以将去甲槟榔碱水解为去甲槟榔次碱。